# Joseph Plateau

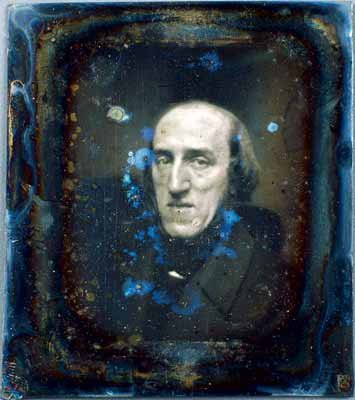
Dagerotyp Josepha Antoine'a Plateau

Joseph Antoine Plateau (ur. 14 października 1801, zm. 15 września 1883) – belgijski fizyk. Autor prac dotyczących głównie teorii barw i teorii widzenia.

## Życiorys
W latach 1828–1832 odkrył i opisał zjawisko stroboskopowe. W roku 1832 zbudował pierwszy stroboskop. Jako pierwszy w roku 1843 przeprowadził doświadczenie Plateau (nazwane tak od jego nazwiska), w którym określił on doświadczalnie wpływ sił napięcia powierzchniowego na kształt powierzchni błonek cieczy i określił reguły stabilnych układów w pianie. Plateau wynalazł (niezależnie od Simona Stampfera) w 1833 roku fenakistiskop.
Był członkiem zagranicznym Królewskiej Holenderskiej Akademii Sztuk i Nauk.